# 微疼
微疼（1989年7月10日—），本名孫維騰，臺灣網路作家，臺南人，2010年起在網路上發表多篇作品。

## 生平
孫維騰國中畢業，進入國立臺南高商。後就讀長榮大學國際企業系。
2010年開始接觸電腦繪圖。微疼在作品「微不幸劇場」稱，自己念的是國企，最專精的卻是繪圖。

## 作品

### 網路漫畫
以下作品發表在網路漫畫平台「Webtoon」：
- 微不幸劇場（2014/12~2019/9）
- 不要笑當兵的人（2016/4~2017/4）
- 微疼姑姑的鬼故事（2018/4~2018/7）
- 微疼短篇月刊-異色篇 (2024/12~)

### 書籍[5]
- 《大學微微疼》（2015/4/13）
- 《大學微微疼2》（2016/1/12）
- 《怪奇微微疼》（2017/8/22）
- 《夢想微微疼》（2020/6/24）
- 《微詭畫事件簿》（2024/2/1）

### 動畫
以下作品發表在影音平台Youtube：
- 《微動畫》系列：以動畫的方式呈現作者的生活瑣事，同為微疼頻道的成名作。
- 《微鬼畫》系列：以動畫的方式呈現作者親身經歷或讀者投稿的靈異事件。
- 《名人的鬼故事》系列：以動畫的方式呈現由名人所投稿的鬼故事。
- 《睡前故事》系列：以說故事的方式讓聽眾在開車、運動、煮飯、寫功課、睡覺前都可以聽的鬼故事單元。

## 獎項紀錄
| 頒獎活動    | 頒獎機構   | 年份 | 作品                                                            | 獎項           | 結果 |
| ----------- | ---------- | ---- | --------------------------------------------------------------- | -------------- | ---- |
| 第3屆走鐘獎 | 上班不要看 | 2021 | 【微鬼畫】噩夢篇｜陰眼                                          | 最佳動畫獎     | 提名 |
| 第3屆走鐘獎 | 上班不要看 | 2021 | 【請注意!慢跑的人】不要在田間慢跑，跑到一半，後面突然多出其他人 | 最佳恐怖驚悚獎 | 獲獎 |